# 梅西尼和旺图
梅西尼和旺图（法語：Messigny-et-Vantoux，法語發音：[mesiɲi e vɑ̃tu]）是法国科多尔省的一个市镇，位于该省中东部，属于第戎区。

## 地理
梅西尼和旺图（47°24'21"N, 5°1'3"E）面积33.92 平方千米，位于法国勃艮第-弗朗什-孔泰大區科多尔省，该省份为法国中东部省份，北起奥布省，西接涅夫勒省和约讷省，南至索恩-卢瓦尔省，东南接汝拉省，东临上索恩省，东北部与上马恩省接壤。
与梅西尼和旺图接壤的市镇（或旧市镇、城区）包括：索西、阿于、萨维尼勒塞克、瓦勒叙宗、阿涅尔莱第戎、埃托勒、欧特维尔莱第戎、诺尔日城。

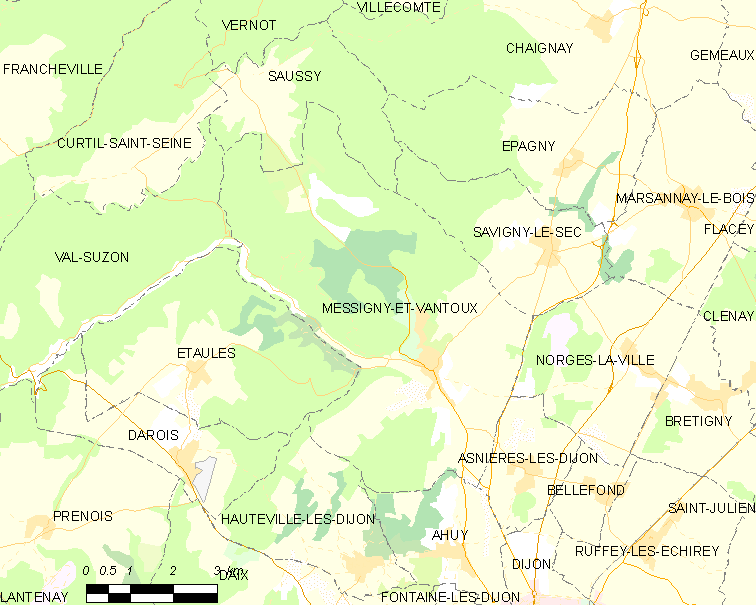
梅西尼和旺图的OSM定位图

梅西尼和旺图的时区为UTC+01:00、UTC+02:00（夏令时）。

## 行政
梅西尼和旺图的邮政编码为21380，INSEE市镇编码为21408。

## 政治
梅西尼和旺图所属的省级选区为方丹莱第戎县。

## 人口

1962-2008年间梅西尼和旺图人口变化图示

梅西尼和旺图于2022年1月1日时的人口数量为1694人。